# للنددنيل فاب (ويلز)
للنددنيل فاب (بالإنجليزية: Llanddaniel Fab)‏ هي مستوطنة تقع في المملكة المتحدة في ويلز. يقدر عدد سكانها بـ 699 نسمة .